# Слокам, Джошуа
Джошуа Слокам (англ. Joshua Slocum; 20 февраля 1844 — после 14 ноября 1909) — канадско-американский мореплаватель и исследователь, первый человек, совершивший одиночное кругосветное плавание. Писатель, автор мирового бестселлера «Один под парусом вокруг света».

## Кругосветное путешествие
24 апреля 1895 года он отправился в кругосветное плавание из Бостона на яхте «Спрей».
Через три с лишним года, 27 июня 1898 года, он вернулся в Ньюпорт, штат Род-Айленд, обогнув земной шар и пройдя в одиночном плавании более 46 тыс. миль (74 тыс. км). В связи с американо-испанской войной, начавшейся за два месяца до этого, возвращение Слокама не было замечено прессой. Лишь после окончания широкомасштабных боевых действий многие газеты опубликовали статьи, посвящённые плаванию.
В 1900 году Слокам описал это плавание в книге «Один под парусом вокруг света».

## Последнее плавание

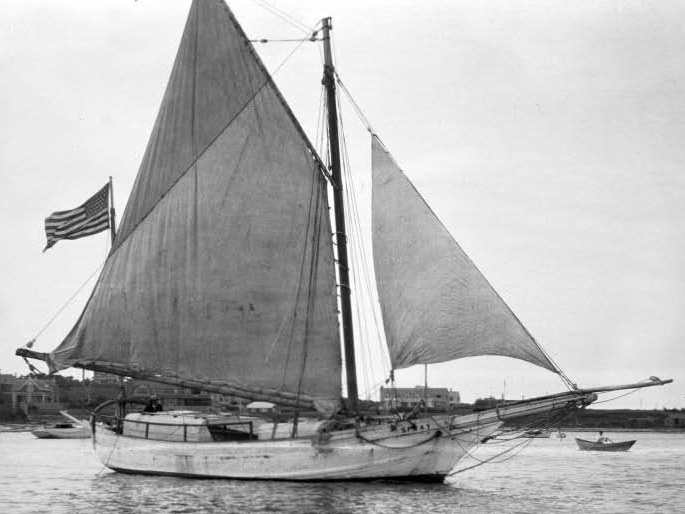
Парусная яхта «Спрей»

14 ноября 1909 года Джошуа Слокам, намереваясь совершить сравнительно небольшое путешествие, отошёл на «Спрее» от острова Мартас-Виньярд и взял курс на Южную Америку; с того самого дня о нём не было никаких известий. Никто не знает наверняка, что могло произойти с опытным моряком и яхтой, которая показала отличные мореходные качества в кругосветном путешествии. По одной из версий, Слокам скончался в пути в силу своего преклонного возраста, а неуправляемая яхта затонула; по другой — в условиях плохой видимости яхта столкнулась с каким-нибудь большим пароходом, а его экипаж этого просто не заметил из-за малых размеров яхты (длина «Спрея» составляла всего 37 футов, то есть чуть больше 11 метров). Однако точные сведения о судьбе Джошуа Слокама отсутствуют. Достоверно известно лишь одно — после отплытия 14 ноября ни «Спрей», ни его капитана больше никто не видел.
Так как предполагаемый курс Слокама пролегал в районе Бермудских островов, его исчезновение зачастую считают одним из происшествий, связанным с загадкой так называемого Бермудского треугольника.

## Сочинения
- Слокам, Джошуа (1844—1909). Один под парусом вокруг света / пер. с англ. В. Блувштейна. — СПб.: Амфора, 2016. — 252 с. — (Клуб путешественников). — 7047 экз. — ISBN 978-5-367-03705-0. Архивировано 15 января 2011 года.